# 宇田川幸洋
宇田川 幸洋（うだがわ こうよう、1950年 - ）は、日本の映画批評家、映画監督である。東京都生まれ。

## 経歴
1978年、監督映画『おろち』が第2回ぴあフィルムフェスティバル入選を果たす。2004年、第5回東京フィルメックスで行われたジョニー・トー監督のトーク・イベントにおいて案内役を務めた。2011年、ジャッキー・チェンの映画初出演40周年とハリウッド進出30周年を記念した成龍映画祭では初日トーク・ショーに出演した。
香港映画・芸能情報を紹介する雑誌「HONG KONG RAPID」 の顧問もつとめた。

## ビブリオグラフィー
- 映画のあとに ミリオンだらだらトーキング（1992年、キネマ旬報社） - 粉雪まみれと沢田康彦との共著
- キン・フー 武侠電影作法（1997年、草思社） - 山田宏一との共著
- ジョン・ウー（2000年、キネマ旬報社） - 責任編集
- 無限地帯 From Shirley Temple to Shaolin Temple（2002年、ワイズ出版）

## フィルモグラフィー
- おろち（1978年） - 監督
- 金田一耕助の冒険（1979年） - 出演
- ウイリアム・テロル、タイ・ブレイク（1994年） - 出演